# ジョアン (タレント)
ジョアン（Joann、1992年7月16日 - ）は、日本の女性タレント。
東京都出身。ジュネス・RMP株式会社所属。ハワイ系アメリカ人の父と日本人の母の間に生まれたハーフ。

## 略歴
- 2002年 - NHK教育『天才てれびくんシリーズ』にてれび戦士として3年間出演。
- 2004年 - フジテレビ『ワンナイR&R』の松浦ゴリエのコーナーにレギュラー出演。Gorie with Jasmine & JoannとしてCDデビューし、「Mickey」はオリコンで初登場1位を記録。年間ランキングでも10位という大ヒットとなった。
- 2005年 - 2ndシングル「Pecori♥Night」を発売。デビュー曲に続く大ヒットに。同年、第56回NHK紅白歌合戦にゴリエが出場した際には、15歳未満が出演できる規定の21時より後の出演であったため、ジョアンがステージに立つことはできなかった。

## 出演

### バラエティ
- 天才てれびくんワイド/天才てれびくんMAX（2002年 - 2005年、NHK教育） - てれび戦士
- ワンナイR&R（2004年 - 2007年、フジテレビ）
- 大!天才てれびくん ドラまちがい「熊次郎 おとこ旅〜人情編〜」（2011年11月 - 12月、NHK Eテレ） - 轟菊 役
- WORLD GROOVE!!!（2013年9月 - 2014年9月、MTV）レギュラーVJ[1]
- NHK高校講座 コミュニケーション英語I（2017年4月 - 、NHK Eテレ）

### 映画
- 誰かが私にキスをした（2010年3月27日、東映）

### ステージ
- ベネトン

### CM
- ホンダ、ステップワゴン
- 三洋電機、エアコン
- 任天堂、ポケモンカードゲーム